# Skitechniker
Ein Skitechniker ist für die Vorbereitung der Skier vor einem Wettkampf oder auch dem Einsatz im Freizeitbereich zuständig.
Ein Skitechniker ist meist ein Angestellter eines Skigebietes oder dort angesiedelten Wettkampfes, welcher für die korrekte Vorbereitung und Einstellung, aber auch für die Reparatur defekter Wintersportgeräte zuständig ist, oder auch Angestellter im Profisportbereich. Gerade im professionellen Bereich, zum Beispiel bei Weltcupveranstaltungen im nordischen oder alpinen Skisport, hat jede Mannschaft einen festen Stamm an Skitechnikern, welche mit der Mannschaft zu den Wettkämpfen fahren und die Sportgeräte vor Ort präparieren.
Zu den Aufgaben eines Skitechnikers gehören vor allem das Wachsen der Skier mit speziellem Skiwachs und das Schleifen der Skikanten. Da es durch fortschreitende Technik im Skisport für jede Temperatur und Schneebeschaffenheit ein spezielles Wachs oder eine spezielle Wachskombination gibt, ist dies ein entscheidender Beitrag für den Erfolg oder Misserfolg eines Athleten. Oftmals haben gute Skitechniker eigene Wachsmischungen, deren Rezeptur geheim gehalten wird.
Im Freizeitbereich werden die Skier zumeist einmal pro Skisaison, oft im Sportfachhandel am Heimatort, beziehungsweise in Skiverleihstationen vor jeder Vermietung überholt. Hierzu gehört das Einstellen der Bindungen, eventuell nötiges Nachschleifen oder auch das Wachsen. Vor allem das Wachsen wird jedoch zumeist von den Freizeitsportlern selbst alle paar Tage wiederholt. Hierzu ist nicht zwingend ein Skitechniker erforderlich.
Darüber hinaus hat ein Skitechniker die Aufgabe, ramponierte, aber noch funktionsfähige Wintersportgeräte für den nächsten Einsatz zu reparieren. Er ist für den reibungslosen Ablauf einer Skisportveranstaltung beziehungsweise der Verleihstation eines Skigebietes mitverantwortlich. Skitechniker sind eine spezielle Form der Saisonarbeiter. 